# Maria de Ponthieu
Maria de Ponthieu (Aumale, Sena Marítim, Normandia, 17 d'abril de 1199 - Essonne, Illa de França, 16 de setembre de 1250) fou comtessa de Ponthieu suo iure del 1221 al 1250. Era filla de Guillem IV de Ponthieu i d'Adela de Vexin. Com a únic fill supervivent del seu pare, Marie el va succeir com a comtessa de Ponthieu i Montreuil.

## Vida
Probablement sota la influència de Felip II de França, es casà el setembre de 1208 amb Simó de Dammartin, comte d'Aumale. El 1211, Simó i el seu germà Renald traïren el rei Felip i s'aliaren amb Joan sense Terra, rei d'Anglaterra. Tots dos combateren a Bouvines, Renaud fou fet presoner i Simó fugí i s'exilià. El rei de França es feu amb els béns de Simó, així com del comtat de Ponthieu. El 1220 Simó reté submissió al rei i juntament amb Maria pogueren recuperar llurs dominis. Se cita el matrimoni junt el 2 de maig de 1230 quan feren la donació d'una propietat a l'abadia de Notre Dame d'Ourscamp.
Del seu matrimoni amb Dammartin nasqueren:
- Joana, comtessa de Ponthieu i d'Aumale, que fou reina consort de Castella i de Lleó (1237- 1252) pel seu matrimoni amb Ferran III de Castella[3]
- Matilde, casada amb Joan, vescomte de Châtellerault
- Felipa, casada amb Raül de Lusignan, comte d'Eu, després amb Raül i amb Otó II, comte de Gueldre
- Maria, casada amb Joan II de Pierrepont, comte de Roucy

Ja vídua, Maria es casà de nou el 1240 amb Mateu de Montmorency, senyor d'Atichy, fill de Mateu II, baró de Montmorency i de Gertrudis de Soissons, que morí a la batalla de Mansura, durant la Setena Croada, el 8 de febrer de 1250.